# Tidsrejsen (film)
 For alternative betydninger, se Tidsrejsen. (Se også artikler, som begynder med Tidsrejsen)
Tidsrejsen er en svensk komediefilm fra 2011, filmen instrueret af Lasse Åberg. Filmen er den sjette i rækken om Stig-Helmer Olsson.

## Medvirkende
- Lasse Åberg – Stig-Helmer Olsson, 71 år
- Tobias Jacobsson – Stig-Helmer Olsson, 20 år
- Filip Arsic Johnsson – Stig-Helmer Olsson, 12 år
- Jon Skolmen – Ole Bramserud
- Tove Edfeldt – Hjördis
- Bill Hugg – Julle
- Ida Högberg – Annika, 18 år
- Jonas Bane – Biffen, 20 år
- Nils Bodner – Biffen, 12 år
- Andreas Nilsson – Majoren
- Stefan Sauk – Biffens pappa
- Elisabet Carlsson – Märta
- Cecilia Ljung – Svea
- Lasse Haldenberg – Bärsen
- Sven Melander – Berra Olsson

andre medvirkende:
- Claes Månsson
- Basia Frydman
- Marianne Hedengrahn
- Stig Engström
- Viktor Åkerblom
- Nils Moritz
- Tomas Laustiola
- Jonas Uddenmyr
- Sofia Bach
- Polly Kisch
- Steve Kratz
- Thomas Hedengran
- Carla Abrahamsen